# Gecko Turner
Fernando Gabriel Echave, más conocido como Gecko Turner (Badajoz, 1966), es un músico y cantante extremeño.

## Biografía
Gecko Turner es un músico ecléctico, su música reúne influencias muy dispares: blues, folk, soul, funk, ritmos africanos, caribeños... incluso el pop y la electrónica. Tiene una visión muy particular de la música. Le caracterizan sus ritmos bailables, las bellas melodías y sus letras ingeniosas escritas en todos los idiomas.
Antes de lanzarse en solitario había creado bandas como The Animal Crackers, Reverendoes o Perroflauta. 
Colabora en sus discos y directos con grandes músicos de todas partes del mundo, como Javier Vercher (Brooklyn), Rubem Dantas, Irapoan Freire (Brasil), Emilio Valdés (Cuba) o Álvaro Fernández (España), de lo que surge un estilo muy personal bautizado en algún momento como "Soul Afromeño". 
Su primer álbum en solitario, Guapapasea! tuvo un éxito considerable en Estados Unidos, fue editado allí por Quango Records y realizó diversas actuaciones (The Knitting Factory en Hollywood, S.O.B. en Nueva York) y apariciones promocionales en radio y televisión.
Su siguiente álbum, Chandalismo Ilustrado le lleva a realizar numerosos conciertos en España, Dinamarca, Suecia y Alemania, donde actúa en Berlín con motivo de la Copa Mundial de Fútbol 2006. Fue incluso editado en Japón (Argus), y presentado en directo en Tokio.
Manipulado (Lovemonk, 2008), recopila diferentes remezclas de sus temas hechas por prestigiosos dj's de todo el planeta, previamente sólo editadas en vinilo.

## Otros datos
- Sus discos y sus sencillos han sido editados también en vinilo por el sello madrileño Lovemonk.
- Fue galardonado en 2004 con el Premio Extremadura a la Creación, junto a Juan Marsé, Enrique Morente y Félix Grande.
- En 2007, el diario Hoy le concede el premio Extremeño del año
- En septiembre de 2010 aparece su nuevo disco.

## Discografía en solitario
- Guapapasea CD (2003)
- Chandalismo Ilustrado CD (2006)
- Manipulado CD (2008)
- Gone Down South CD y vinilo (2010)
- That Place By The Thing With The Cool Name CD y vinilo (2015)
- Somebody From Badajoz CD (2023)

## Recopilatorios
- Soniquete CD (2018)

## Sencillos en solitario
- Un limón en la cabeza vinilo 7" (2004)
- Guapapasea vinilo 7" (2004)
- Monka Mongas/Rainbow Country vinilo 7" (2004)
- Afrobeatnik vinilo 12" (2006)
- Toda Mojaíta vinilo 12" (2007)
- Monosabio Blues vinilo 7" (2007)
- Manipulado EP vinilo 12" (2008)
- Truly vinilo 7" (2010)
- You Can't Own Me/When I Woke Up Remixed vinilo 12" (2011)
- When I Woke Up/Ámame Mímame Remixed vinilo 12" (2011)